# 대한민국 민법 제498조
대한민국 민법 제498조는 지급금지채권을 수동채권으로 하는 상계의 금지에 대한 민법조문이다.

## 조문
제498조(지급금지채권을 수동채권으로 하는 상계의 금지) 지급을 금지하는 명령을 받은 제삼채무자는 그 후에 취득한 채권에 의한 상계로 그 명령을 신청한 채권자에게 대항하지 못한다.

## 사례
- 박씨는 B건설사에 공사대금을 지급하지 않아 B사에 9500여만원의 채무를 지게 됐고 B사에 대한 채권자 A사는 법원의 지급명령을 받아 B사의 박씨에 대한 공사대금 채권을 가압류했고, 박씨는 가압류 당시 B사에 대해 변제기가 2008년 7월 25일인 1억원짜리 대여금 채권을 가지고 있어 이 채권으로 B사에 대한 공사대금 채권과 상계하겠다며 A사의 채권추심에 따른 대금청구를 거절했다. 대법원은 이 사건에서 가압류 효력 발생 당시 피압류채권인 공사대금채권은 이미 변제기가 됐으나, (상계에 사용되는)반대채권은 변제기가 되지 않았으므로 양 채권이 상계할 수 있는 상태라고 할 수 없고, 반대채권의 변제기가 공사대금채권의 변제기보다 나중이므로 박씨는 A사에 상계를 주장할 수 없다고 하였다[1].

- 갑은 건축업자인 을에게 2011년 2월1일에 1000만 원을 빌려주고 이를 1년 후인 2012년 2월1일에 변제받기로 약정하고 2011년 5월1일에 건물을 지으면서 공사업자인 을에게 공사를 맡겼다. 2011년 12월31일에 공사가 완공되어 공사대금 1000만 원을 남겨두고 나머지는 준공과 함께 모두 갚아주었다. 그런데 2012년 1월15일에 을의 채권자가 을의 위 공사잔금채권에 대한 채권압류 및 추심명령을 받았다. 추심을 거부하자 을이 갑을 상대로 바로 추심금 청구 소송을 제기해 왔고 갑은 2012년 2월15일에 제출한 답변서에서 대여금채권으로 위 공사대금채무와 상계한다는 항변을 하였다. 이 경우 위 압류 당시에 갑의 을에 대한 채권이 이행기가 도래하지 않은 상태여서 그 당시에는 상계 주장을 할 수 없었기 때문에 압류채권자에게 대항할 수 없다[2]

## 판례
- 압류 및 전부명령을 받은 제3채무자의 채무자에 대한 자동채권이 수동채권인 피압류채권과 동시이행의 관계에 있는 경우에, 그 자동채권이 압류 후에 발생한 것이더라도 피압류채권과 상계할 수 있다[3]

- 가압류명령을 받은 제3채무자가 가압류채무자에 대한 반대채권을 가지고 있는 경우에 상계로써 가압류채권자에게 대항하기 위하여는 가압류의 효력 발생 당시에 양 채권이 상계적상에 있거나, 반대채권이 압류 당시 변제기에 이르지 않는 경우에는 피압류채권인 수동채권의 변제기와 동시에 또는 보다 먼저 변제기에 도달하는 경우이어야 된다[4]

- 민법 제498조는 “지급을 금지하는 명령을 받은 제3채무자는 그 후에 취득한 채권에 의한 상계로 그 명령을 신청한 채권자에게 대항하지 못한다”라고 규정하고 있다. 위 규정의 취지, 상계제도의 목적 및 기능, 채무자의 채권이 압류된 경우 관련 당사자들의 이익상황 등에 비추어 보면, 채권압류명령 또는 채권가압류명령(이하 채권압류명령의 경우만을 두고 논의하기로 한다)을 받은 제3채무자가 압류채무자에 대한 반대채권을 가지고 있는 경우에 상계로써 압류채권자에게 대항하기 위하여는, 압류의 효력 발생 당시에 대립하는 양 채권이 상계적상에 있거나, 그 당시 반대채권(자동채권)의 변제기가 도래하지 아니한 경우에는 그것이 피압류채권(수동채권)의 변제기와 동시에 또는 그보다 먼저 도래하여야 한다.[5]

- 금전채권에 대한 가압류로부터 본압류로 전이하는 압류 및 추심명령이 있는 때에는 제3채무자는 채권이 가압류되기 전에 압류채무자에게 대항할 수 있는 사유로써 압류채권자에게 대항할 수 있으므로, 제3채무자의 압류채무자에 대한 자동채권이 수동채권인 피압류채권과 동시이행의 관계에 있는 경우에는, 그 가압류명령이 제3채무자에게 송달되어 가압류의 효력이 생긴 후에 자동채권이 발생하였다고 하더라도 제3채무자는 동시이행의 항변권을 주장할 수 있고, 따라서 그 상계로써 압류채권자에게 대항할 수 있다. 이 경우에 자동채권 발생의 기초가 되는 원인은 수동채권이 가압류되기 전에 이미 성립하여 존재하고 있었으므로, 그 자동채권은 민법 제498조 소정의 "지급을 금지하는 명령을 받은 제3채무자가 그 후에 취득한 채권"에 해당하지 아니한다.[6]

- 금전채권에 대한 압류 및 전부명령이 있는 때에는 압류된 채권은 동일성을 유지한 채로 압류채무자로부터 압류채권자에게 이전되고, 제3채무자는 채권이 압류되기 전에 압류채무자에게 대항할 수 있는 사유로써 압류채권자에게 대항할 수 있는 것이므로, 제3채무자의 압류채무자에 대한 자동채권이 수동채권인 피압류채권과 동시이행의 관계에 있는 경우에는, 압류명령이 제3채무자에게 송달되어 압류의 효력이 생긴 후에 자동채권이 발생하였다고 하더라도 제3채무자는 동시이행의 항변권을 주장할 수 있다. 이 경우에 자동채권이 발생한 기초가 되는 원인은 수동채권이 압류되기 전에 이미 성립하여 존재하고 있었던 것이므로, 그 자동채권은 민법 제498조의 ‘지급을 금지하는 명령을 받은 제3채무자가 그 후에 취득한 채권’에 해당하지 않는다고 봄이 상당하고, 제3채무자는 그 자동채권에 의한 상계로 압류채권자에게 대항할 수 있다.[7]

## 참고 문헌
- 법률칼럼- 채권의 변제기와 상계처리, 최수영, 2012년 6월 21일
- 법무법인 태평양 NEWSLETTER Spring 2012[깨진 링크(과거 내용 찾기)]
- 화제의 판결 법무법인 지평지성
- 법학평론 제3권, 2012.12, 262-296 압류된 채권에 대한 상계의 허용범위- 대법원 2012. 2. 16. 선고 2011다45521 전원합의체 판결, 이종현, 정종인

## 같이 보기
- 상계